# Sân vận động Thường Thục
Sân vận động Thường Thục là một sân vận động đa năng ở Thường Thục, Trung Quốc. Sân hiện đang được sử dụng chủ yếu cho các trận đấu bóng đá. Sân vận động có sức chứa 30.000 khán giả.